# Lycosa formosana
Lycosa formosana este o specie de păianjeni din genul Lycosa, familia Lycosidae, descrisă de Saito, 1936.
Este endemică în Taiwan. Conform Catalogue of Life specia Lycosa formosana nu are subspecii cunoscute.